# Magnolia yuyuanensis
Magnolia yuyuanensis là một loài thực vật có hoa trong họ Magnoliaceae. Loài này được (Y.W.Law) V.S.Kumar mô tả khoa học đầu tiên năm 2006.